# Elizaveta Suvorova
Elizaveta Michajlovna Suvorova (in russo Елизавета Михайловна Суворова?; Mosca, 21 aprile 1975) è un'ex pentatleta russa.

## Palmarès
In carriera ha conseguito i seguenti risultati:
- Mondiali:

Darmstadt 1993: oro nel pentathlon moderno staffetta a squadre.
Siena 1996: oro nel pentathlon moderno a squadre e bronzo individuale.
София 1997: oro nel pentathlon moderno individuale e bronzo a squadre.
Budapest 1999: oro nel pentathlon moderno a squadre ed argento individuale.
Millfield 2001: argento nel pentathlon moderno staffetta a squadre.
- Europei

Györ 1993: argento nel pentathlon moderno individuale.
Györ 1993: argento nel pentathlon moderno a squadre.
Mosca 1997: oro nel pentathlon moderno staffetta a squadre.
Mosca 1997: bronzo nel pentathlon moderno a squadre.
Varsavia 1998: bronzo nel pentathlon moderno a squadre.
Tampere 1999: oro nel pentathlon moderno a squadre.